# بوسكو مان
بوسكو مان (بالإنجليزية: Bosco Mann)‏ هو ملحن وكاتب أغاني ومنتج أسطوانات أمريكي، ولد في 1974 في ريفرسايد في الولايات المتحدة.

## وصلات خارجية
- بوسكو مان على موقع ميوزك برينز (الإنجليزية)
- بوسكو مان على موقع ميوزك برينز (الإنجليزية)
- بوسكو مان على موقع أول ميوزيك (الإنجليزية)
- بوسكو مان على موقع ديسكوغز (الإنجليزية)